# Scott Armstrong
Scott Thomas Armstrong (Fort Wayne, 21 ottobre 1913 – Fort Wayne, 20 agosto 1997) è stato un cestista statunitense, professionista nella NBL.

## Palmarès
- All-NBL First Team (1938)